# Oxydia subdentilinea
Oxydia subdentilinea là một loài bướm đêm trong họ Geometridae.